# U-445 (tàu ngầm Đức)
U-445 là một tàu ngầm tấn công  Lớp Type VII thuộc phân lớp Type VIIC được Hải quân Đức Quốc Xã chế tạo trong Chiến tranh Thế giới thứ hai. Nhập biên chế năm 1942, nó đã thực hiện được chín chuyến tuần tra nhưng không đánh chìm được mục tiêu nào. Trong chuyến tuần tra cuối cùng, U-445 bị tàu frigate HMS Louis của Hải quân Hoàng gia Anh đánh chìm trong vịnh Biscay vào ngày 24 tháng 8, 1944.

## Thiết kế và chế tạo

### Thiết kế

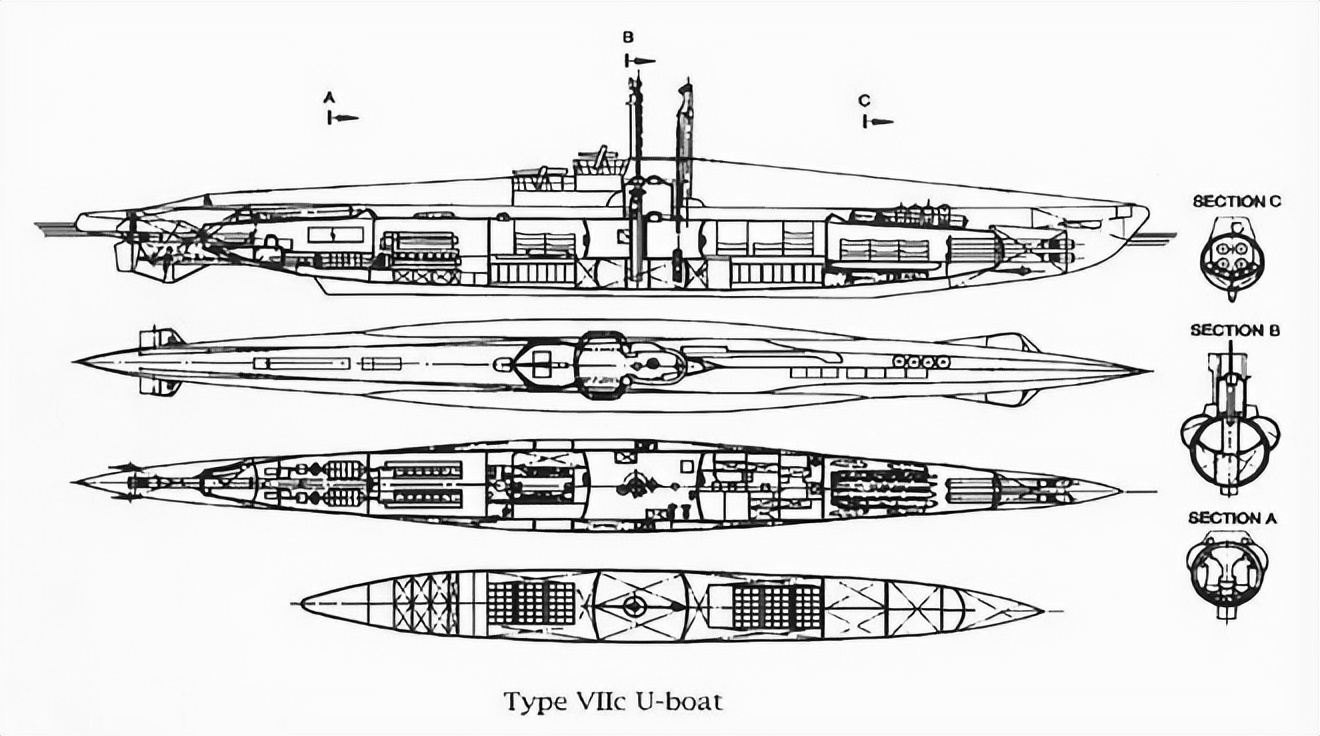
Sơ đồ các mặt cắt một tàu ngầm Type VIIC

Phân lớp VIIC của Tàu ngầm Type VII là một phiên bản VIIB được kéo dài thêm. Chúng có trọng lượng choán nước 769 t (757 tấn Anh) khi nổi và 871 t (857 tấn Anh) khi lặn). Con tàu có chiều dài chung 67,10 m (220 ft 2 in), lớp vỏ trong chịu áp lực dài 50,50 m (165 ft 8 in), mạn tàu rộng 6,20 m (20 ft 4 in), chiều cao 9,60 m (31 ft 6 in) và mớn nước 4,74 m (15 ft 7 in).
Chúng trang bị hai động cơ diesel Germaniawerft F46 siêu tăng áp 6-xy lanh 4 thì, tổng công suất 2.800–3.200 PS (2.100–2.400 kW; 2.800–3.200 bhp), dẫn động hai trục chân vịt đường kính 1,23 m (4,0 ft), cho phép đạt tốc độ tối đa 17,7 kn (32,8 km/h), và tầm hoạt động tối đa 8.500 nmi (15.700 km) khi đi tốc độ đường trường 10 kn (19 km/h). Khi đi ngầm dưới nước, chúng sử dụng hai động cơ/máy phát điện Garbe, Lahmeyer & Co. RP 137/c  tổng công suất 750 PS (550 kW; 740 shp). Tốc độ tối đa khi lặn là 7,6 kn (14,1 km/h), và tầm hoạt động 80 nmi (150 km) ở tốc độ 4 kn (7,4 km/h). Con tàu có khả năng lặn sâu đến 230 m (750 ft).
Vũ khí trang bị có năm ống phóng ngư lôi 53,3 cm (21 in), bao gồm bốn ống trước mũi và một ống phía đuôi, và mang theo tổng cộng 14 quả ngư lôi, hoặc tối đa 22 quả thủy lôi TMA, hoặc 33 quả TMB. Tàu ngầm Type VIIC bố trí một hải pháo 8,8 cm SK C/35 cùng một pháo phòng không 2 cm (0,79 in) trên boong tàu. Thủy thủ đoàn bao gồm 4 sĩ quan và 40-56 thủy thủ.

### Chế tạo
U-445 được đặt hàng vào ngày 6 tháng 8, 1940, và được đặt lườn tại xưởng tàu Schichau-Werke ở Danzig (nay là Gdańsk thuộc Ba Lan) vào ngày 9 tháng 4, 1941. Nó được hạ thủy vào ngày 19 tháng 3, 1942, và nhập biên chế cùng Hải quân Đức Quốc Xã vào ngày 30 tháng 5, 1942 dưới quyền chỉ huy của Hạm trưởng, Trung úy Hải quân Heinz-Konrad Fenn.

## Lịch sử hoạt động

### 1942
Sau khi hoàn tất việc huấn luyện trong thành phần Chi hạm đội U-boat 8, U-445 được điều sang Chi hạm đội U-boat 6 từ ngày 1 tháng 11, 1942 để hoạt động trên tuyến đầu cho đến khi bị mất.

#### Chuyến tuần tra thứ nhất
Sau khi di chuyển từ cảng Kiel, Đức đến cảng Marvika (gần Kristiansand), Na Uy vào đầu tháng 11, 1942, U-445 khởi hành từ đây vào ngày 8 tháng 11 cho chuyến tuần tra đầu tiên trong chiến tranh. Nó tiến ra Bắc Hải, rồi băng qua khe GI-UK giữa quần đảo Faroe và Iceland để vòng qua quần đảo Anh và hoạt động tại vùng biển Bắc Đại Tây Dương về phía Đông Newfoundland. Chiếc U-boat không đánh chìm được mục tiêu nào, nen đã kết thúc chuyến tuần tra và đi đến cảng St. Nazaire, bên bờ Đại Tây Dương của Pháp đã bị Đức chiếm đóng, đến nơi vào ngày 3 tháng 1, 1943.

### 1943

#### Chuyến tuần tra thứ hai và thứ ba
U-445 thực hiện chuyến tuần tra tiếp theo, cùng xuất phát và kết thúc tại St. Nazaire, diễn ra từ ngày 7 tháng 2 đến ngày 27 tháng 3, 1943. Nó đã hoạt động trong Đại Tây Dương về phía Bắc quần đảo Azores và ở lối ra vào phía Tây của eo biển Gibraltar.
Chuyến tuần tra ngắn thứ ba ở phía Tây vịnh Biscay chỉ kéo dài từ ngày 27 đến ngày 30 tháng 4.

#### Chuyến tuần tra thứ tư
U-445 xuất phát từ St. Nazaire vào ngày 10 tháng 7 cho chuyến tuần tra thứ tư, và đã hướng xuống phía Nam để hoạt động dọc bờ biển Tây Phi cho đến tấn ngoài khơi Liberia. Nó quay trở về St. Nazaire vào ngày 15 tháng 9, trở thành chuyến đi dài ngày nhất với 68 ngày hoạt động trên biển.

#### Chuyến tuần tra thứ năm
Trong chuyến tuần tra thứ năm diễn ra từ ngày 25 tháng 11, 1943 đến ngày 10 tháng 1, 1944, U-445 bị một máy bay ném bom Handley Page Halifax thuộc Liên đội 58 Không quân Hoàng gia Anh (RAF) thả năm quả mìn sâu tấn công ở vị trí về phía Tây vịnh Biscay vào ngày 2 tháng 1; chiếc tàu ngầm đã thoát được mà không bị hư hại.

### 1944

#### Chuyến tuần tra thứ sáu
U-445 khởi hành từ St. Nazaire vào ngày 1 tháng 2, 1944 cho chuyến tuần tra thứ sáu, và đã hoạt động trong Đại Tây Dương về phía Tây Ireland. Vào ngày 14 tháng 2, nó tấn công một mục tiêu mà nó nhận định là một tàu khu trục, nhưng không trúng đích. Ngay sau đó nó bị các tàu chiến thuộc Đội Hỗ trợ 3 Hải quân Hoàng gia Anh phản công. Chiếc tàu ngầm bị hư hại nặng, nhưng nó xoay sở về đến căn cứ St. Nazaire vào ngày 27 tháng 2.

#### Chuyến tuần tra thứ bảy và thứ tám
Khi lực lượng Đồng Minh đổ bộ lên Normandy vào ngày 6 tháng 6, U-445 cũng xuất phát ngay ngày hôm đó cho chuyến tuần tra thứ bảy. Tuy nhiên nó chỉ hoạt động trong vịnh Biscay và quay trở về căn cứ mới La Pallice, La Rochelle (phía Nam St. Nazaire) vào ngày 15 tháng 6.
Chuyến tuần tra ngắn tiếp theo chỉ kéo dài từ ngày 12 đến ngày 17 tháng 8, khi U-445 chuyển căn cứ hoạt động từ La Pallice đến cảng Lorient cùng tại bờ biển Đại Tây Dương của Pháp. Trên đường đi vào ngày 14 tháng 8, con tàu bị một máy bay ném bom Vickers Wellington thuộc Liên đội 172 RAF tấn công; hỏa lực phòng không của chiếc U-boat đã bắn rơi đối thủ.

#### Chuyến tuần tra thứ chín – Bị mất
U-445 xuất phát từ Lorient vào ngày 22 tháng 8 cho chuyến tuần tra thứ chín, cũng là chuyến cuối cùng. Chỉ hai ngày sau đó, trong vịnh Biscay về phía Tây Nam Brest, nó bị tàu frigate HMS Louis của Hải quân Hoàng gia Anh thả mìn sâu đánh chìm tại tọa độ 47°21′B 05°50′T / 47,35°B 5,833°T. Toàn bộ 52 thành viên thủy thủ đoàn của U-445 đều tử trận.

### "Bầy sói" tham gia
U-445 từng tham gia sáu bầy sói:
- Drachen (22 tháng 11 – 3 tháng 12, 1942)
- Panzer (3 – 9 tháng 12, 1942)
- Büffel (9 – 15 tháng 12, 1942)
- Ungestüm (15 – 25 tháng 12, 1942)
- Robbe (16 tháng 2 – 13 tháng 3, 1943)
- Igel 2 (6 – 14 tháng 2, 1944)